# À toi de jouer, Callaghan
Série
Plus de whisky pour Callaghan
(1955)
Pour plus de détails, voir Fiche technique et Distribution.
À toi de jouer, Callaghan est un film français réalisé par Willy Rozier, tourné en 1954 et sorti en 1955. 
C"est le premier d'une série de quatre longs métrages. Il sera suivi de Plus de whisky pour Callaghan.

## Fiche technique
- Titre original : À toi de jouer, Callaghan
- Réalisateur : Willy Rozier
- Assistant-réalisateur : Louis Pascal
- Scénario : Xavier Vallier[1] adapté  du roman Navré de vous avoir dérangé  de Peter Cheyney
- Photographie : Michel Rocca, Léo Mirkine (photographe de plateau)
- Montage : Madeleine Crétolle
- Musique : Jean Yatove
  - Interprète des chansons : Tohama
- Son : Louis Giaume
- Producteur : 	Willy Rozier
- Société de production : Sport-Films
- Pays de production :  France
- Format : Noir et blanc — 35 mm — 1,37:1 — Son : Mono
- Genre : Film policier
- Durée : 88 minutes (1 h 28)
- Date de sortie :
  - France : 29 mars 1955

## Distribution
- Tony Wright : Slim Callaghan
- Lysiane Rey : Dolorès
- Colette Ripert : Manon Gardel
- Paul Cambo : Nicky Storata
- Robert Berri : Raoul de Bois-Joli
- Yorick Royan : Denise Gardel
- Roger Blin : Wladimir
- Martine Alexis : Ketty
- Raymond Cordy : Le portier
- Paul Demange : Le barman
- Maurice Bénard : Boutillon
- Robert Burnier : Nicholls
- Henri Arius : Le commissaire Merlin  (non crédité)
- Gil Delamare : Léon (non crédité)
- Guy-Henry :  un bagarreur (non crédité)
- Claude Cerval : ? (non crédité)
- Joe Davray : ?